# NachOS
Not Another Completely Heuristic Operating System o NachOS es un Sistema Operativo educativo para los estudiantes de cursos de Sistemas Operativos, sin graduación o aspirantes a graduados. Fue desarrollado en la Universidad de California en Berkeley por Wayne A. Christopher, Steven J. Procter, y Thomas E. Anderson entre 1991 y la primavera de 1992, y es usado por numerosas escuelas.
Escrito originalmente en C++ para MIPS, NachOS se ejecuta como un proceso de usuario en el sistema operativo anfitrión. Un simulador de MIPS ejecuta el código para cualquier programa de usuario que se ejecute sobre el sistema operativo NachOS.
Ha sido portado a MIPS, Sun SPARC (SunOS y Solaris), DEC Alpha, Linux, NetBSD y FreeBSD, RS/6000, Mac 68000 (no soportada), y Hewlett Packard PA-RISC.
La versión 4.0 está escrita en un subconjunto de C++ ligeramente más amplio que las anteriores, utilizando plantillas para reducir las repeticiones de código. Por los comentarios de su código fuente, se terminó de desarrollar en 1996.

## Sucesores
La Universidad de Stanford utilizó NachOS hasta 2004, en que introdujo Pintos, un sistema operativo derivado de NachOS escrito en Lenguaje C y diseñado para correr en el actual hardware x86
En 2001 Dan Hettena y Rick Cox de la Universidad de California en Berkeley portaron NachOS al lenguaje de programación Java como Nachos 5.0j, con el objetivo de hacerlo más portable y accesible para los no graduados. Es una reescritura casi total, con una estructura similar a 4,0 y corrige muchos viejos errores.
Otra versión basada en Java es la creada por el profesor Peter Druschel de la Universidad Rice. Es posteriormente adaptada por el profesor Eugene Stark de la Universidad de Stony Brook en 2003 y aplicada en su curso sobre sistemas operativos.
En la Universidad Técnica de Graz (Austria), se ha implementado un sistema llamado SWEB para el curso de sistemas operativos.